# Silverstoneia nubicola
Espèce
Synonymes
- Phyllobates nubicola Dunn, 1924
- Colostethus nubicola (Dunn, 1924)

Statut de conservation UICN

 NT  : Quasi menacé
Silverstoneia nubicola est une espèce d'amphibiens de la famille des Dendrobatidae.

## Répartition
Cette espèce se rencontre au Costa Rica, au Panamá et dans le département de Chocó en Colombie de 200 à 1 600 m d'altitude.

## Description
Les mâles mesurent de 15,4 à 20,6 mm et les femelles de 16,2 à 21,9 mm.

## Publication originale
- Dunn, 1924 : Some Panamanian frogs. Occasional papers of the Museum of Zoology University of Michigan, vol. 151, p. 1-20 (texte intégral).